# 엘레나 레베
엘레나 마이레 카린 레베(핀란드어: Elena Maire Karin Leeve, 1983년 2월 1일 ~ )는 핀란드의 배우이다. 유시상 여우주연상 2회(1999, 2009) 수상자이다.

## 출연 작품
- 더 마인 (2016)
- 디스트렉션 (2015)
- 심스트레스 (2015)
- 래치 (2013)